# Rik Ceulemans

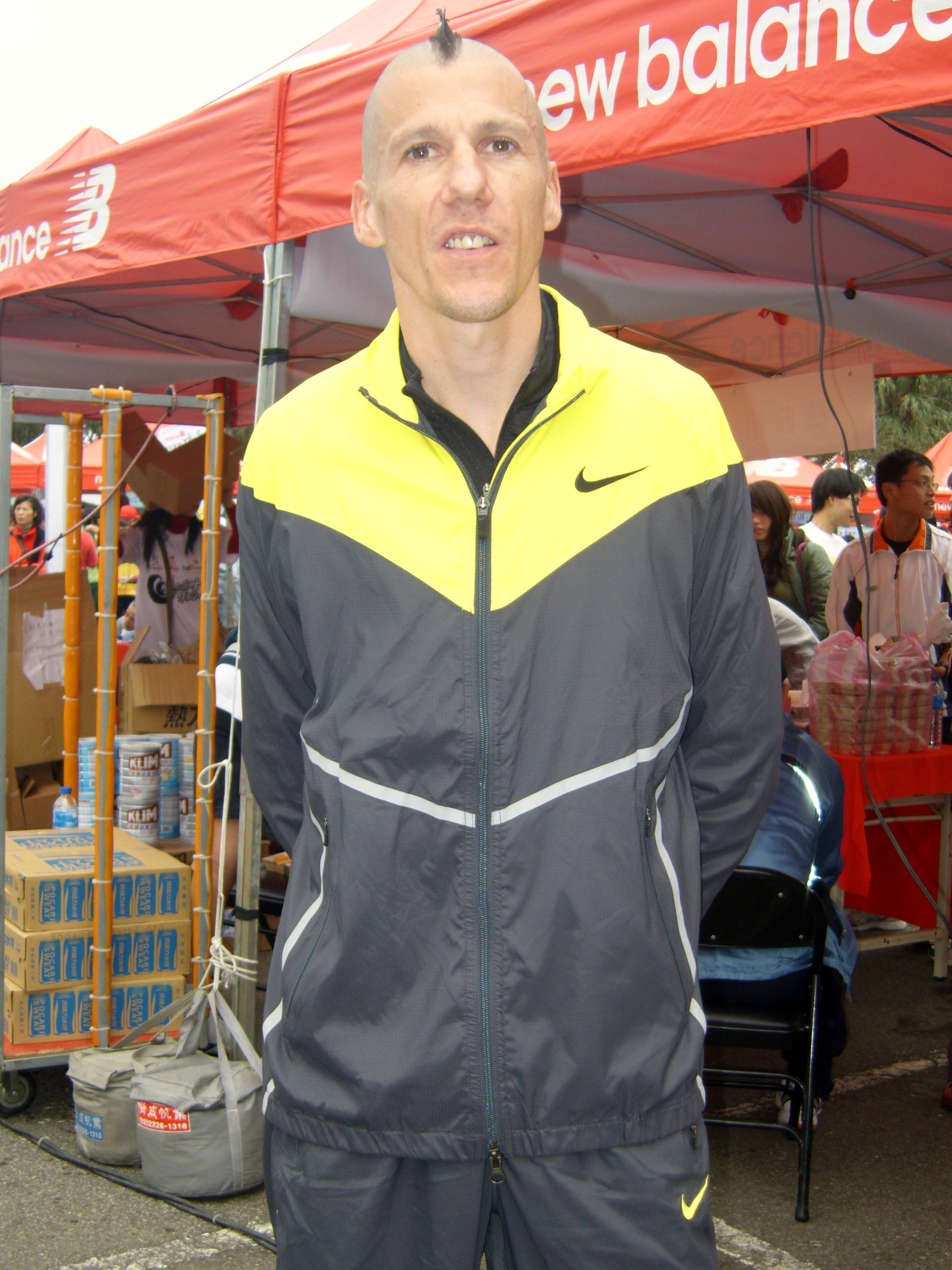
Rik Ceulemans 2008

Rik Ceulemans (* 14. September 1972 in Hasselt) ist ein ehemaliger belgischer Langstreckenläufer.
Bislang hat Ceulemans 13 nationale Titel gewonnen: einen im Crosslauf (2007) und je vier im Halbmarathon (2003–2007), Marathon (2002–2004, 2007) und Berglauf (2003, 2004, 2006, 2007). Seine Halbmarathonbestzeit ist 1:02:07 h, aufgestellt am 19. September 2004 in Brüssel, seine Marathonbestzeit 2:13:42, erzielt als Zwölfter beim Amsterdam-Marathon 2003.
Sein bislang wohl größter Erfolg ist der Sieg beim Brüssel-Marathon 2008, als er bei unwetterartigen Verhältnissen den hohen Favoriten Willy Cheruiyot Kipkirui bezwang. Nur zwei Monate zuvor belegte er in Omsk beim Siberian International Marathon (SIM) den dritten Platz. Seine leistungssportliche Karriere beendete er in 2009 mit einem erfolgreichen zweiten Platz beim Brüssel-Marathon.
Ceulemans ist 1,76 Meter groß und wiegt 58 kg. Er wurde von Luc Rutten trainiert und startete für den Atletiekclub De Demer.